# Martine Rønning
Martine Rønning (Lillehammer, 17 de diciembre de 1999) es una deportista noruega que compite en curling.
Ganó una medalla de plata en el Campeonato Mundial de Curling Femenino de 2023, una medalla de bronce en el Campeonato Mundial de Curling Mixto Doble de 2023 y una medalla de bronce en el Campeonato Europeo de Curling Femenino de 2023.

## Palmarés internacional
| Campeonato Mundial             | Campeonato Mundial        | Campeonato Mundial | Campeonato Mundial |
| Año                            | Lugar                     | Medalla            | Prueba             |
| ------------------------------ | ------------------------- | ------------------ | ------------------ |
| 2023                           | Sandviken (Suecia)        | Medalla de plata   | Equipo             |
| Campeonato Mundial Mixto Doble |                           |                    |                    |
| Año                            | Lugar                     | Medalla            | Prueba             |
| 2023                           | Gangneung (Corea del Sur) | Medalla de bronce  | Mixto doble        |
| Campeonato Europeo             |                           |                    |                    |
| Año                            | Lugar                     | Medalla            | Prueba             |
| 2023                           | Aberdeen (Reino Unido)    | Medalla de bronce  | Equipo             |